# Alonso Sánchez de Huelva
Ne doit pas être confondu avec Alonso Sánchez Coello.
 (août 2019).
Alonso Sánchez de Huelva est un marin et marchand du XVe siècle né à Huelva, en Espagne, sur la côte atlantique de l’Andalousie. La légende raconte qu'il atteint l'Amérique plusieurs années avant Christophe Colomb. 

## Un devancier prétendu de Christophe Colomb
Après la découverte de l'Amérique, plusieurs rumeurs commencent à se répandre, en particulier parmi les conquistadors, affirmant que l'Amérique n'a pas été découverte par Colomb, mais que son existence était connue au moins 20 ans avant 1492. Bartolomé de las Casas entend en effet plusieurs de ces affirmations, mais se limite à les prendre en note. 
Le plus célèbre de ces récits est celui de la duchesse de Medina Sidonia, qui croit que la découverte de Christophe Colomb est l’instrument par lequel les Rois catholiques d’Espagne peuvent officialiser la découverte (supposée faite bien avant 1492, et tenue secrète jusqu'alors). Selon la duchesse, la situation politique internationale de la seconde moitié du XVe siècle n'est pas favorable aux Rois catholiques qui, avant 1492, se heurtent à une forte opposition à toute revendication sur les terres récemment découvertes, en particulier celles du Portugal, de la France et du Saint-Siège, les deux derniers alors en guerre avec le royaume d'Aragon. Afin de garantir la propriété de ces nouvelles terres et faute des ressources nécessaires pour faire face aux conséquences d'une revendication précoce, ils attendent jusqu'en 1492, date à laquelle Alexandre VI, un Espagnol, est élu pape, leur assurant le soutien de la papauté. En 1492, selon cette version, ils envoient Colomb pour un voyage officiel à l'ouest, en sachant qu'il trouvera de nouveaux territoires et les revendiquera au nom des Rois Catholiques. La duchesse pense qu'Alonso Sánchez est celui qui a véritablement découvert l'Amérique, présentant plusieurs histoires, des documents contemporains et de faibles preuves de ses affirmations. 
En effet, toutes ces histoires sont largement considérées comme fausses, et l'on pense que celle d'Alonso Sanchez est probablement diffusée soit par les frères Pinzón pour discréditer Colomb dans ses dernières années, soit par les ennemis politiques de la famille de Colomb pendant les premières années de l'implantation espagnole en Amérique. Plusieurs auteurs, dont le père Bartolomé de las Casas, prennent connaissance de rumeurs et d'histoires semblables à celle d'Alonso Sánchez, bien que ce n'est qu'en 1602 qu'Inca Garcilaso de la Vega (1539-1616) cite Alonso Sánchez, en affirmant tenir son histoire de certains anciens conquistadors encore vivants dans la jeunesse de Garcilaso. 
Selon le récit raconté par Inca Garcilaso de la Vega, Alonso Sánchez navigue assez souvent entre les îles Canaries, Madère et l'Angleterre, qui se livrent à une sorte de commerce triangulaire. Dans les années 1480, alors qu'il rentre finalement de Madère à Huelva à bord d'un de ses navires, il est surpris par une tempête qui entraîne son navire dans des eaux inconnues du milieu de l'Atlantique. Le petit navire, légèrement endommagé par la tempête, rencontre des vents et des courants défavorables qui l’entraînent davantage au sud-ouest. Après plusieurs semaines, Sánchez et son équipage effrayé aperçoivent finalement la terre, probablement l'île d'Hispaniola (Saint-Domingue). 
Sánchez et son équipage poursuivent leur route le long de la côte inconnue jusqu'à rencontrer des traces d'habitation humaine et débarquent finalement dans un village côtier où ils sont reçus avec hospitalité. Les indigènes sont impressionnés par ces étrangers, surtout parce qu'ils sont plus grands qu'eux et barbus (les indigènes sont tous imberbes). Fait plus important encore, les indigènes informent les Espagnols que leurs croyances veulent que leurs dieux finissent par venir de la mer pour leur rendre visite. Les indigènes donnent à leurs visiteurs « divins » de la nourriture et de l'or ; ils offrent même aux étrangers leurs femmes en cadeau (certains pensent que la syphilis est introduite dans l'Ancien Monde par ces actes de générosité). 
Après un court séjour parmi les indigènes, les Espagnols commencent à se préparer pour leur voyage de retour. Sánchez effectue des calculs en se basant sur le journal de bord de son navire et sur ses estimations du trajet de son navire à l'aller. Le voyage de retour dure environ un mois en mer ; ils atteignent de justesse l'île de Porto Santo, à Madère. C'est en se remettant de leur traversée à Porto Santo qu'Alonso rencontre Christophe Colomb (qui vit réellement là dans les années 1480), à qui il raconte l'histoire de son incroyable aventure. 
Certains pensent que les informations fournies par Sánchez portant sur les caps et les distances ont influencé les plans de Colomb. D'autres pensent qu'Alonso Sánchez n'a jamais existé et qu'il fait simplement partie d'une tentative des frères Pizón pour discréditer les talents de navigateur de Colomb. 
En effet, aucun document d'époque ne parle d'un quelconque Alonso Sánchez de Huelva, et tout ce que l'on sait à son sujet provient des auteurs qui racontent son histoire bien après la mort de Colomb. En outre, plusieurs auteurs affirment qu'Alonso Sánchez est originaire du Portugal, de Biscaye ou d'autres régions de l'Andalousie. Cependant, certains historiens, à commencer par José Ceballos en 1762, affirment que le récit d'Inca Garcilaso de la Vega est vrai. 
Si l'écrivain Roger Judenne soutient, dans son roman historique destiné à la jeunesse Le Mensonge de Christophe Colomb, le récit d'Inca Garcilaso de la Vega, la légende, si elle n'est pas, selon l'historien Jean-Pierre Sanchez, définitivement infirmée, a une origine qui « paraît très douteuse » et doit « être considérée avec prudence ». L'historien André Saint-Lu souligne les biais dans la démarche de certains chroniqueurs guatémaliens. 
À Huelva, ville natale prétendue d'Alonso Sánchez, plusieurs monuments commémorent le navigateur. Une statue de Sánchez, réalisée par le sculpteur León Ortega, est située dans le parc de la ville dédié aux voyages de Colomb (Jardines del Muelle, aussi appelé Parque de las Palomas). Un petit parc à Huelva porte également son nom, ainsi qu'un lycée public.